# 京都先端科学大学
京都先端科学大学（きょうとせんたんかがくだいがく、英語: Kyoto University of Advanced Science）は、京都府京都市右京区に本部を置く日本の私立大学。略称はKUAS、先端大。
設置50周年の2019年4月に、京都学園大学から京都先端科学大学へ名称を変更した。学長は前田正史、理事長は永守重信である。

## 概観

### 大学全体
1925年（大正14年）に辻本光楠（1881年 - 1948年）が京都商業学校を設立する。1969年（昭和44年）に第2代理事長の辻本一郎が、京都商業高等学校を含む学校法人京都学園大学を設置した。開学当初は経済学部のみの単科大学であったが、現在は5学部11学科5研究科を設置する総合大学である。京都亀岡キャンパス敷地内に位置した京都文化短期大学は京都学園大学人間文化学部へ発展統合し、商業学校、工業学校、自動車学校は学制改革により再編した。

### 建学の精神
2019年4月に京都先端科学大学へ名称変更時に制定した。
- 建学の精神 - 本学は「未来につながる課題を自ら設定し、それを解決することができる先端人材を輩出」「これからの社会が目指すべき姿を構想し、その実現に向けた諸課題の解決に繋がる先端学術研究を実践」「人材輩出・研究の実践を通じ、現在と未来の世界に先頭を切って貢献」する。
- 建学の精神の実践 - 「未来社会を支える人材は、多様な価値観の存在する世界で活躍」する。本学は「未来社会の姿を見通し、起こり得る新たな課題を洞観し、現在の諸課題と併せて世界に率先して解決する教育・研究活動を実践」「世界で通用する先進性・多様性・倫理観と、専門的知識・創造的思考力・洞察力・俯瞰力・幅広い教養を兼ね備えて、複雑で複合的な問題に挑戦できる人材を」育成する。

### 学風および特色
5学部11学科5研究科を設置する総合大学で、京都市と京都府亀岡市に校地を有する。学外者の聴講制度もある。日本最初の大学連携組織である大学コンソーシアム京都に属する。
学生主体の実学を重視して学部フィールドワークに積極的である。セメスター制であり、長期休業中に提供するインターンシップや各種の課外講座の成果に応じて単位認定を与えるなど、学生の関心や問題意識を尊重して要望に適した少人数教育を標する。
京都亀岡キャンパスは通学立地が難点で、自家用車通学に応じた駐車場を設けている。京都市街から京都縦貫自動車道を利用した所要時間は30分前後である。

### 将来構想として医学部新設
2020年9月10日に永守重信理事長は、2030年を目標に医学部を新設する構想を明らかにして京都市右京区のキャンパスを視察に訪れた萩生田光一文部科学相に意欲を伝えた。

## 沿革

### 年表

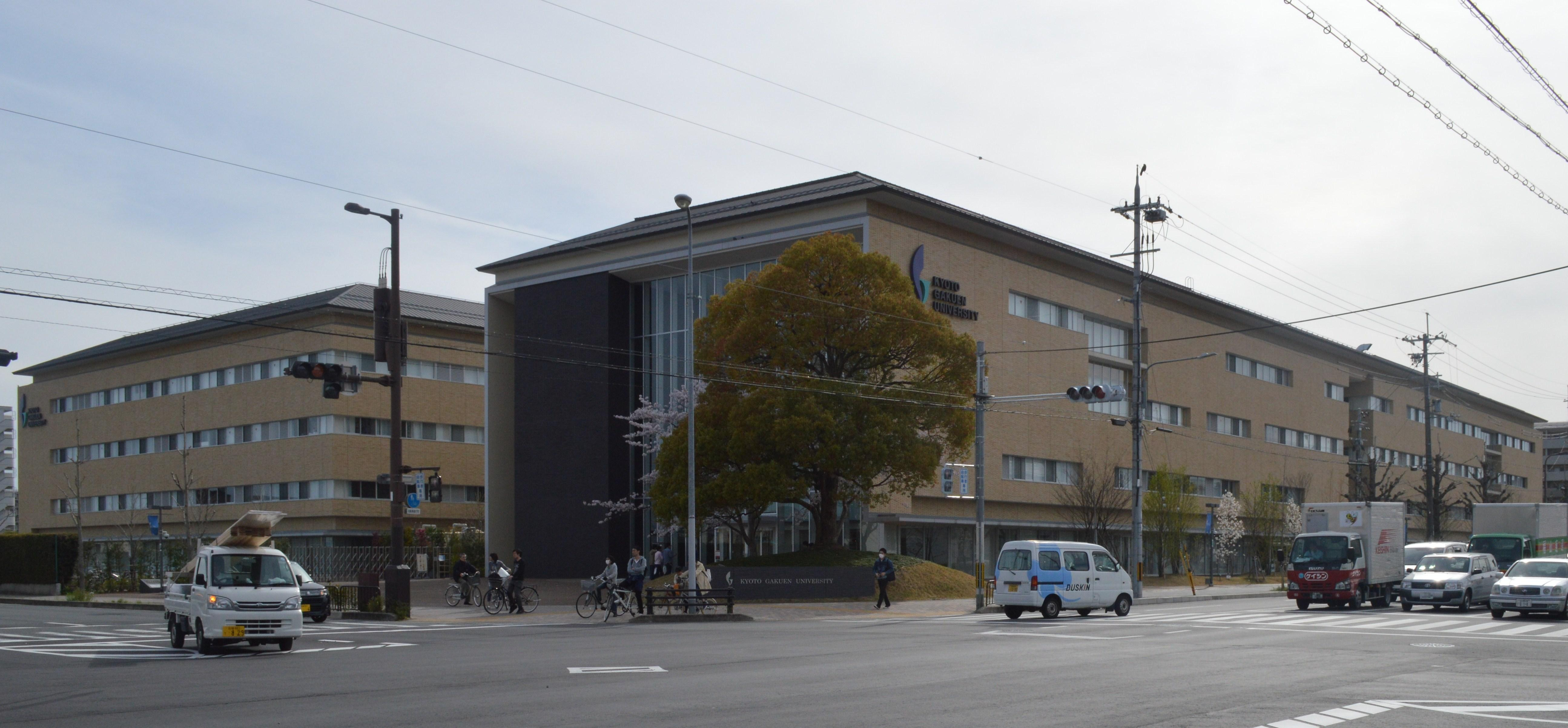
2015年に設置された京都太秦キャンパス

- 1925年（大正14年）3月 - 辻本光楠（初代理事長）が京都市左京区に京都商業学校を夜間甲種4年制で設立
- 1928年（昭和3年）3月 - 京都市右京区に昼間部（5年制）設立
- 1934年（昭和9年）4月 - 京都市左京区に京都商業実務学校（乙種3年制）を開校
- 1944年（昭和19年）3月 - 京都商業学校を京都工業学校に転換
- 1945年（昭和20年）
  - 3月 - 京都商業実務学校を廃校
  - 10月 - 財団法人京都工業学校（京都工業学校）の設立認可
- 1946年（昭和21年）
  - 4月 - 京都商業学校復元認可（京都工業学校存続）
  - 5月 - 財団法人京都工業学校を財団法人京都学園に改称
- 1947年（昭和22年）4月 - 京都学園中学校を設置
- 1948年（昭和23年）
  - 4月 - 京都商業学校を京都商業高等学校に転換。京都工業学校を廃校
  - 8月 - 第2代理事長に辻本一郎就任
- 1951年（昭和26年）3月 - 財団法人京都学園を解散。学校法人京都学園設立。京都学園中学校を廃校
- 1968年（昭和43年）4月 - 京都府乙訓郡に京都がくえん幼稚園を開園
- 1969年（昭和44年）4月 - 京都府亀岡市に京都学園大学を開学、経済学部（経済学科・経営学科）を設置
- 1970年（昭和45年）2月 - 第3代理事長に保科善四郎就任
- 1971年（昭和46年）10月 - 第4代理事長に辻本一郎再任
- 1973年（昭和48年）
  - 10月 - 学園創立50周年記念式典を挙行
  - 12月 - 第5代理事長に宇野勝次就任
- 1975年（昭和50年）12月 - 第6代理事長に辻本一郎再任
- 1983年（昭和58年）4月 - 京都文化短期大学を開学、文化学科・経営学科を設置
- 1985年（昭和60年）
  - 5月 - 第7代理事長に大槻嘉男就任
  - 11月 - 学園創立60周年記念式典を挙行
- 1986年（昭和61年）5月 - 第8代理事長に木下稔就任
- 1989年（平成元年）
  - 4月 - 京都学園大学に法学部（法学科）を設置
  - 9月 - 京都商業高等学校を京都学園高等学校に名称変更
- 1991年（平成3年）4月 - 京都学園大学経済学部経営学科を改組し、経営学部（経営学科）を開設
- 1992年（平成4年）4月 - 京都学園大学ビジネスサイエンス研究所を開設
- 1993年（平成5年）9月 - 理事長職務代理に山田三郎[2]
- 1994年（平成6年）4月 - 京都学園大学大学院法学研究科ビジネス法学専攻修士課程を開設
- 1995年（平成7年）
  - 4月 - 大学院経済学研究科地域政策専攻修士課程、大学院経営学研究科経営学専攻修士課程を開設
  - 8月 - 第9代理事長に辻本一郎就任
  - 11月 - 学園創立70周年記念式典を挙行
- 1999年（平成11年）
  - 4月 - 京都文化短期大学を募集停止。京都学園大学人間文化学部（人間関係学科・文化コミュニケーション学科）を開設
  - 7月 - 京都学園大学ビジネスサイエンス研究所を京都学園大学総合研究所に変更
- 2000年（平成12年）
  - 4月 - 京都学園中学校を設置
  - 5月 - 京都文化短期大学を廃止
- 2001年（平成13年）
  - 4月 - 第10代理事長に山田三郎就任
  - 6月 - 京都学園大学付属心理教育相談室（桂センター）を開設
- 2002年（平成14年）4月 - 京都学園大学経営学部に事業構想学科を開設。大学院人間文化研究科人間文化専攻修士課程を開設
- 2003年（平成15年）3月 - 第11代理事長に辻本一彦就任
- 2004年（平成16年）4月 - 京都学園大学人間文化学部の文化コミュニケーション学科をメディア文化学科に名称変更
- 2005年（平成17年）11月 - 学園創立80周年記念式典を挙行
- 2006年（平成18年）4月 - 京都学園大学バイオ環境学部（バイオサイエンス学科・バイオ環境デザイン学科）を開設。京都学園大学人間文化学部の人間関係学科、メディア文化学科を改組し、心理学科、メディア社会学科、歴史民俗・日本語日本文化学科を設置。京都学園大学京町家キャンパスを開設。リエゾンセンターを開設。京都学園高等学校のICTコースを国際ICTコースに改称
- 2009年（平成21年）
  - 3月 - 第12代理事長に西井泰彦就任
  - 4月 - 京都学園大学人間文化学部に国際ヒューマン・コミュニケーション学科を開設
- 2010年（平成22年）4月 - 大学院バイオ環境研究科バイオ環境専攻博士前期課程・博士後期課程を開設。経済学研究科の地域政策専攻を経済学専攻に名称変更
- 2012年（平成24年）
  - 3月 - 学校法人京都学園が京都市山ノ内浄水場跡地活用について南側用地の優先交渉事業者として選定される
  - 8月 - 学校法人京都学園が京都市山ノ内浄水場跡地南側用地の跡地活用事業者として決定。京都太秦キャンパス開設の基本協定を締結。既存のキャンパスは京都亀岡キャンパスと称する。
  - 11月 ‐ 第13代理事長に田辺親男就任
- 2014年（平成26年）4月 - 京都学園高等学校および京都学園中学校が学校法人京都光楠学園として学校法人京都学園から分離
- 2015年（平成27年）
  - 4月 - 京都市右京区に京都太秦キャンパスを開設。経済学部と経営学部を改組して経済経営学部（経済学科、経営学科）を開設。人間文化学部を人文学部（心理学科、歴史文化学科）に改組。健康医療学部（看護学科、言語聴覚学科、健康スポーツ学科）を開設。バイオ環境学部に食農学科を開設。法学部（法学科）の学生募集停止。
  - 9月 - 学校法人の主たる事務所を京都太秦キャンパス所在地に、従たる事務所を京都亀岡キャンパス所在地に変更
- 2017年（平成29年）4月 - 京都府乙訓郡に京都がくえん保育園を開園
- 2018年（平成30年）
  - 3月 - 第14代理事長に永守重信が就任。就任日に2020年度から工学部を設置する構想を発表
  - 10月 - 日本電産、京都市立京都工学院高等学校と製造業向け人材育成のための高大産接続プログラム実行へ協定を締結[3]
- 2019年（平成31年）4月 - 法人名を学校法人永守学園に変更。大学名を京都先端科学大学に変更。京都太秦キャンパス西館が開館
- 2020年（令和2年）
  - 2月 - 京都太秦キャンパス南館が完成
  - 4月 - 工学部機械電気システム工学科を設置。大学院工学研究科機械電気システム工学専攻を設置。学校法人京都光楠学園と2021年4月1日の合併に向けた基本合併合意書を締結
- 2021年（令和3年）
  - 4月 - 学校法人京都光楠学園が法人合併して京都先端科学大学附属中学校高等学校となる。
- 2022年（令和4年）
  - 4月 - ビジネススクール・大学院経営学研究科経営管理専攻 (MBA) を開設予定[4]。大学院経営学研究科経営学専攻（修士課程）を募集停止する[5]。
- 2025年（令和7年）4月 - バイオ環境学部バイオ環境デザイン学科および食農学科を再編し、生物環境科学科および応用生命科学科を開設予定。

## 組織・研究・教育

### 学部

#### 2019年度（一部、2025年度）から
- 経済経営学部（京都太秦キャンパス） - 「アドバンスト・インターンシップ・プログラム (AIP：Advanced Internship Program)」「グローバル・インターンシップ・プログラム (GIP：Global Internship Program)」。
  - 経済学科
    - 先端経済コース
    - 地域経済コース
    - ファイナンスコース
    - 公務員コース
    - 航空観光コース

  - 経営学科
    - 経営戦略コース
    - 会計コース
    - 起業・事業継承コース
    - 公務員コース
    - 航空観光コース
- 人文学部（京都太秦キャンパス） - 専門プログラム制
  - 心理学科
    - 対人援助プログラム
    - 応用心理プログラム
    - 社会・産業プログラム

  - 歴史文化学科
    - 専門プログラム
    - 歴史探究プログラム
    - 民俗探求プログラム
    - 京都文化探求プログラム
- バイオ環境学部（京都亀岡キャンパス）
  - バイオサイエンス学科（2025年4月学生募集停止）
    - 分子生命科学分野
    - 生物機能開発分野
    - 大学院・教員・公務員志望者 個別サポート

  - バイオ環境デザイン学科（2025年4月学生募集停止）
    - 生物・環境調査分野
    - 水質・環境管理分野
    - 造園・環境デザイン分野
    - 大学院・教員・公務員志望者 個別サポート

  - 食農学科（2025年4月学生募集停止）
    - 農業生産分野
    - 6次産業分野
    - 食品加工・発酵醸造分野
    - 大学院・教員・公務員志望者 個別サポート

  - 応用生命科学科（2025年4月開設予定）[6]
  - 生物環境科学科（2025年4月開設予定）[7]
- 健康医療学部
  - 看護学科（京都太秦キャンパス）
    - 看護師コース
    - （選抜制）保健師コース

  - 言語聴覚学科（京都太秦キャンパス）
    - 言語聴覚コース

  - 健康スポーツ学科（京都亀岡キャンパス）
    - 教育コース
    - 科学コース
    - マネジメントコース
- 工学部（京都太秦キャンパス）
  - 機械電気システム工学科

### 大学院
- 経済学研究科
  - 経済学専攻（修士課程）
- 経営学研究科
  - 経営学専攻（修士課程）（2022年に募集停止）
  - 経営管理専攻　ビジネススクール（修士課程）
- 人間文化研究科
  - 人間文化専攻（修士課程）
    - 文化研究コース
    - 社会情報コース
    - 心理学コース
    - 臨床心理学コース
- バイオ環境研究科
  - バイオ環境専攻（博士課程前期）
    - バイオサイエンス領域
      - 分子生命科学コース
        - 生物有機化学研究分野
        - 分子生物学研究分野

      - 生物機能開発コース
        - 微生物機能開発学研究分野
        - 食品機能学研究分野
        - 植物グリーンバイオ研究分野

    - バイオ環境デザイン領域
      - 環境再生コース
        - ランドスケープデザイン研究分野
        - 水環境研究分野
        - 都市自然化研究分野

      - 生物・環境コース
        - 環境教育研究分野
        - 里山環境研究分野

    - 食農領域
      - 食資源コース
        - 農業生産学研究分野
        - 農地環境研究分野

      - 食品開発コース
        - 食品加工学研究分野
        - 発酵醸造学研究分野

  - バイオ環境専攻（博士課程後期）
    - 食農研究
    - バイオ環境デザイン研究
    - グリーンバイオ研究
- 工学研究科
  - 機械電気システム工学専攻（博士課程前期）
    - 材料領域
    - エネルギー領域
    - 情報領域
    - システム領域

  - 機械電気システム工学専攻（博士課程後期）
    - 機械電気システム工学総合領域
- 合同プログラム
  - 税理士養成コース（経済学・経営学研究科により構成）

### 教育研究施設・機関
- 大学図書館
  - 2020年4月、京都太秦キャンパスは「南館図書館」を新設して「北館図書室」と2館、京都亀岡キャンパスは「図書館本館」とバイオ環境館1階「バイオ環境館分室」の2館、ともに新刊書が豊富である。
  - 洋書も、Oxford Bookworms Libraryのstage.0 - 3を京都府で唯一取りそろえるなど豊富である。
  - 広域相互貸借制度・近畿ブロックに加入しており借受が可能。
- 心理教育相談室
  - 大学院臨床心理学コースの実習施設。
  - 一般の来談者を対象に心理相談施設として利用される。
- 総合研究所
  - 社会課題解決に必要な学術的貢献を具体化する組織。学内外で分野横断的に連携し、学術研究の社会実装を行う。
  - 亀岡に生まれた石田梅岩を開祖とする石門心学の貴重な資料を常設展示している。
- ナガモリ・アクチュエータ研究所
  - アクチュエータの基礎的研究と産業応用を目的として2018年7月に設置した。
- キャリアサポートセンター
  - 就職活動支援、コンクール、資格や検定取得の支援、総合的キャリア構築を提案する。
  - 職員相談、各社のテキスト備えた自習室、情報収集や交換目的のホール。
- 研究連携支援センター
  - 産官学や地域など学外機関と連携し、共同研究や地域貢献活動を推進。
- 国際オフィスセンター
  - 海外語学研修、外国語学習、国際交流などhの支援。
- 学術情報センター
  - PCやサーバ、eラーニングシステム、webレポート提出システム、無線LAN、マルチメディアコンテンツ・デジタルスタジオなどの計画設置と整備。
- 広報課
- 入学センター
- 学生センター
- 教務センター
- インターンシップセンター

### 研究・教育
- 特色ある大学教育支援プログラム
  - 「産官学地域連携による人材育成プログラム－京都地域におけるインターンシップの展開－」合同
- 戦略的大学連携支援事業
  - 「Eラーニングシステムの共有共用化に伴う教養教育の大学間連携と効率化の促進」
  - 「地域内大学連携によるFDの包括研究と共通プログラム開発・組織的運用システムの確立」
  - 「大学学部教育における『環境教育』共通カリキュラム開発のための戦略的大学連携事業」
  - 「多面的な国際交流の充実と高等教育の質向上に向けた国際連携プログラム開発」
- 大学生の就業力育成支援事業
  - 「成長確認型人材「協育」プログラムの展開」
- 大学教育・学生支援推進事業(学生支援推進プログラム)
  - 「経営知識の習得・実践を通じた就職力強化と教員の指導力アップ」
- 産学連携事業
  - 「J-Innovation HUB 地域オープンイノベーション拠点選抜制度《地域貢献型》の第1回選抜に採択」

### 養成施設認定
- 食品衛生管理者・食品衛生監視員養成施設
- 臨床心理士第一種指定大学院
- 樹木医補資格養成機関
- CFP認定教育プログラム
- その他、法令または機関に定められた、養成施設認定に基づく資格条件の認可および免除付与等の各種

## キャンパス

### 京都太秦キャンパス

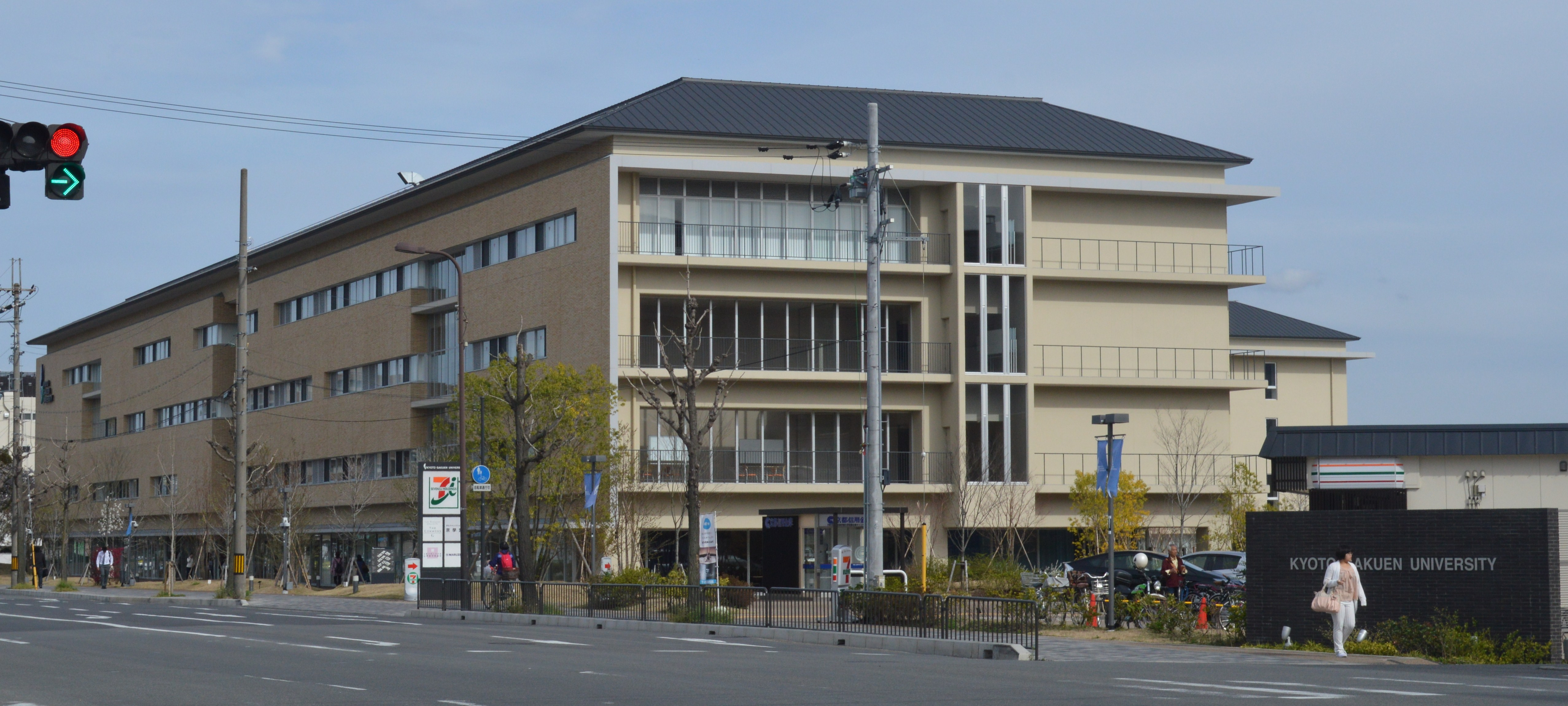
京都市右京区の京都太秦キャンパス

2012年8月、京都市と永守学園は京都市営地下鉄東西線太秦天神川駅近くの京都市山ノ内浄水場跡地のうち、御池通以南の土地を借り入れることで同意し、2015年に京都太秦キャンパスを開設した。
京都市内に位置するために寺院の伽藍をイメージした日本風の屋根を持った建物とした。経済経営学部、人文学部、健康医療学部のうち看護学科と言語聴覚学科が置かれ、2020年4月に工学部が新設された。
- 北館
  - メインとなる建物。1階はレストランや書店、図書室、経済経営学部の実習施設「京學堂」など。2階は教員の研究室や講義室など。3階・4階は講義室と演習室。3階は大講義室にもなる「みらいホール」がある。
- 東館
  - 1階は総合事務室や保健室など。2階以上は健康医療学部の実習室や教員の研究室。2階は主に言語聴覚学科、3階と4階は看護学科が主に使用する。北館と3階の渡り廊下で結ばれる。心理相談室も併設している。
- 西館
  - 2019年4月から使用。主に経済経営学部や人文学部が使用し、1階にキャリアサポートセンターや入学センターがある。
- 南館
  - 工学部新設に伴い、南館となる工学部棟が2020年2月竣工。 地上5階、地下1階で、機械工房や電気電子工房、フリーアドレス制デスクのラーニングコモンズが2から4の各階にある。国際学生寮を併設。

体育とクラブ活動は主に京都亀岡キャンパスを用い、両キャンパスは直通シャトルバスで約35分で結ばれ、受講を勘案して亀岡キャンパスは太秦キャンパスより40分遅い時間割で開講する。

### 京都亀岡キャンパス
京都府亀岡市曽我部町南条大谷1-1に甲子園球場5.3個に相当するキャンパスを設け、竜ヶ尾山山裾に立地するため建物を雛壇状に配置する。一番上に立地する「アゼリア通り」に面した朋文館・緑風館・徳志館は、「メインストリート」から長い階段を登る。実践教育、共同研究が活発なキャンパスである

#### 施設
- バイオ環境館
  - バイオ環境学部のメイン棟。
- 朋文館
- 楠風館
- 光風館
- 緑風館
- 学志館
  - 語学教育専用棟。
- 明光館
- 徳志館
- 悠心館
- 白雲ホール
  - 学生食堂は白雲ホール内に2か所ある。1階の「LIBRE」は約750席で、カフェテリアとバイキングがある。2階の「ゆう愛」は約180席で、喫茶コーナーを併設する。
  - ホールやカフェは無線LANが提供され、利用可能範囲を拡大している
- 図書館
  - オンラインサービスで携帯電話やPCから蔵書検索や貸し出し予約も可能。バイオ環境館内に図書館分室がある。
- コンピュータールーム
  - キャンパス内の各棟あわせて全17室。合計約600台のPCがある。
- スポーツジム
  - 受講後に登録して無料で利用できる。
- 体育館
  - 2007年1月24日に新体育館が完成。メインアリーナ、武道場、ラウンジ、ロッカールーム、シャワー室などを設け、放送・映写・照明・収録設備を設置。行事や各種イベントに対応している。
- クラブハウス
  - 2棟
- 野球場・多目的グラウンド
  - 2007年2月14日に野球場が改修を完了してナイター設備を備え、外野を人工芝に張替え、内野部分の土を入れ替え、水はけが改善された。一塁側に観客席が設けられた。
- 弓道場・アーチェリー練習場
- テニスコート
  - 2か所ある。
- 実験農園・林・貯水池等
  - バイオ環境学部の実習施設として利用されている。生産された農作物は大学食堂などでも提供されている。
- 駐車場
  - キャンパス内に6か所あり、1か所は来客・職員用、5か所は学生専用で、約800台が駐車できる。車両通学許可証を得て無料。
- 大学ホール
  - 書店
    - 書籍を1割引きで販売。

  - コンビニエンスストア
  - 1階は上記の店舗、2階はホール。

#### その他
- 学生証はFeliCaを搭載し、「Edy」を利用したキャッシュレス会計、通学、出席管理、入室管理、図書の貸出管理などに対応。

## 学生生活

### 学園祭
学園祭は、京都亀岡キャンパスの背後の竜ヶ尾山（竜尾山、龍尾山）にちなみ「龍尾祭」と称し、毎年10月に3日間開催する。模擬店約45店舗、フリーマーケット、クラブ・サークル展示、コンサート「音楽祭」、お笑い「爆笑祭（ばくしょうさい）」（旧称：暴笑祭）、学術講演会（旧称：文化講演会）、子供向けイベント (GFP)、お化け屋敷、ビンゴ大会などを約70名の委員で運営する。
京都太秦キャンパスでは、8月ないし9月に「龍頭祭」が1日開催されている。
かつて亀岡キャンパスでは、龍尾祭前日の夜に音楽ライブの「前夜祭」、最終日の夜に花火と音楽ライブによる「後夜祭」が開催されていた。

## キャラクター
2014年4月に京都市交通局と「地域活性化と公共交通の利用促進に関する連携協定」を締結した。京都市営地下鉄・バスの利用促進を目的としたプロジェクト「地下鉄に乗るっ」に登場するキャラクター太秦萌の従姉妹として、京都学園大学公式キャラクター「太秦その」が設定された。「太秦その」Twitterは、2018年2月以降更新がない。「太秦その」プロフィールは地下鉄に乗るっ#登場キャラクターを参照

## 対外関係

### 学術提携・連携
- 単位互換
  - 大学コンソーシアム京都（55団体からなる単位互換協定）
  - 札幌学院大学
  - 沖縄国際大学
- 交換留学制度
  - 海外交換留学
    - ノースセントラル大学 （アメリカ合衆国イリノイ州）
    - オクラホマ州立大学（アメリカ合衆国オクラホマ州）
    - 国立高雄餐旅学院（台湾）
    - 明道大学（台湾）
    - 開南大学（台湾）
    - 徳成女子大学校（朝鮮語版）（韓国ソウル）
    - 世明大学校（韓国堤川市）
    - 南通大学（中国語版）（中国）
    - イフ・ザスグ大学（モンゴル）
    - イフ・モンゴル大学（モンゴル）
    - カセサート大学（タイ）
    - ランシット大学（タイ）
    - ボゴール農科大学（インドネシア）

  - 国内留学
    - 札幌学院大学
    - 沖縄国際大学
- 学術交流協定
  - タフツ大学（アメリカ合衆国マサチューセッツ州）
  - ハワイ大学マノア校（アメリカ合衆国ハワイ州）
  - オハイオ州立大学（アメリカ合衆国オハイオ州）
  - トゥールーズ国立工科大学（フランス）
  - セーデルトーン大学（スウェーデン）
  - 浙江大学（中国）
  - 上海体育大学（中国語版）（中国）
  - 西安外国語大学（中国）
  - 国立成功大学（台湾）
  - 国立体育大学（台湾）
  - ソウル国立大学（韓国）
  - 慶北科学大学（韓国）
  - イースタンアジア大学（タイ）

- 高大連携協定・プロジェクト
  - 京都先端科学大学附属高等学校
  - 口丹七校（京都府立亀岡高等学校、京都府立農芸高等学校等丹波地方南部の全府立学校）との連携協定
  - 京都府立海洋高校
  - 京都府立田辺高校
  - ほか多数の高校と協定締結
- 産官学連携、および地域連携
  - 亀岡市と国立研究開発法人医薬基盤・健康・栄養研究所との連携協力に関する包括連携協定
  - 京都市立京都工学院高校、ニデック株式会社（旧 日本電産株式会社）の高大産接続プログラム実施に関する協定
  - 右京区役所、学校法人大和学園、社会医療法人太秦病院との地域活性化に関する包括協定
  - 京都市右京区大学地域連携に関する協定
  - 京都市交通局と地域活性化と公共交通の利用促進に関する協定
  - おおい町と農業生産法人丹波村株式会社の連携協力に関する包括連携協定
  - JA京都市との包括連携協定
  - 京都府教育委員会「京都府教育委員会と児童生徒の育成に向けて連携協定」
  - 京都府農林水産技術センター（旧 京都府農業総合研究所）「官学連携プログラム覚書調印」
  - 株式会社SCREENホールディングスと産学連携による教育強化の包括連携協定
  - 株式会社キャステムと工学教育と研究開発に関する包括連携協定
  - J-Innovation HUB 地域オープンイノベーション拠点選抜制度《地域貢献型》の第1回選抜に採択
  - ほか多数の企業等と協定締結
- 大学間連携
  - 文部科学省「戦略的大学連携支援事業」選定取組
  - 「Eラーニングシステムの共有共用化に伴う教養教育の大学間連携と効率化の促進」
  - 「地域内大学連携によるFDの包括研究と共通プログラム開発・組織的運用システムの確立」
  - 「大学学部教育における『環境教育』共通カリキュラム開発のための戦略的大学連携事業」
  - 「多面的な国際交流の充実と高等教育の質向上に向けた国際連携プログラム開発」

## 大学関係者と組織

### 創立者
- 辻本光楠

### 学長
1. 大畑文七
2. 中谷實 1973年 - 1980年
3. 田杉競
4. 水野武
5. 木内佳市
6. 傳田功
7. 海原徹 2002年4月-2006年3月
8. 波多野進 2006年4月-
9. 内山隆夫 2010年4月-2015年3月
10. 篠原総一 2015年4月-2019年3月
11. 前田正史 2019年4月-

### 学友会・中央委員会議長
浅野眞実（1972年度、初代同窓会長）、山野下義紀（73年度）、宮川雅敬（74年度）、井尻雅丈（75年度）、佐藤敬輔（76年度）、上田藤男（77年度）、笠井淳彦（78年度）、岡崎敏明（79年度）、小野田明生（1980年度）、長沢義昭（81年度）、渡辺弘（82年度）、日野英治（83－84年度）、瀬尾香苗（85年度）、神谷輝（86年度）、吉見晴之（87年度）、山本桂市（88年度）、佐野泰和（89年度）、高砂幸男（1990年度）、岸本和也（91年度）、国分文夫（92年度）、川口弾（93年度）、鎌田英明（94年度）、高田保之（95年度）、宮田隆秀（96－97年度）、本郷貴（98年度）、磯部弥一良（99年度）、島大介（2000年度）、中村圭一（01年度）、伊藤康朗（02年度）、小林雄介（03年度）、中村俊（04年度）、田畑昇悟（05年度）、小川博基（06年度）、来亀隆也（07年度）、池田直樹（08年度）、小笠原新太（09年度）、小菅由馬（10年度）、町支知弘（11-12年度）、安達隆志(2013年度)、土井健太(2014年度)、廣瀬祐紀(2015年度) 、中畑雄太（2016年度）、寺浦典優（2017年度）、永吉響（2018年度）、永吉利雄（2019年度）

### 同窓会・同窓会長
浅野眞実（1973-2011）
堀越直機（2011-2012）
中村正孝（2012-

### 主な出身者
京都学園大学
- 国広富之 - 俳優
- 広瀬隆 - ラジオパーソナリティ、めるへん堂ボーカル兼ギター
- 水上実喜夫 - 福井県勝山市長
- 岸本栄司 - 実業家
- 桂慶枝 (5代目) - 落語家　六代目桂文枝の弟子
- 三遊亭京楽- 落語家　五代目三遊亭圓楽の弟子
- 淀家萬月 - 落語家　六代目桂文枝の弟子
- 島田紳助 - 元漫才師
- 水野秀比古 - 写真家
- ターキー - 声優・ナレーター
- 田辺容 - ミュージカル俳優、劇団四季所属
- 杉江謙介 - 俳優
- 山下貴光 - 小説家　第7回『このミステリーがすごい!』大賞他
- 三遊亭鳳志 - 落語家　三遊亭鳳楽の弟子
- 尾関伸次 - 俳優
- 笑福亭松五 - 落語家　笑福亭松枝の弟子　旧落語研究会、最後の部員
- 中野秀紀- 元漫才師（元フキノタイタン）
- 梅原伸亮 - 元プロ野球選手
- 本幸拓真（坂上航司） - DJ、ラジオパーソナリティー、元エフエム徳島アナウンサー

京都先端科学大学
- 喜多隆介 - プロ野球選手
- 田中あいみ - 演歌歌手
- 新谷聖基 - サッカー選手

## 系列校
- 京都先端科学大学附属中学校高等学校（2021年4月　法人再合併）
- 京都先端科学大学付属みどりの丘幼稚園・保育園（2021年4月　京都がくえん幼稚園・保育園から名称変更）
- 京都文化短期大学:2000年廃止。詳細は同記事を参照